# Trachea netuna
Trachea netuna là một loài bướm đêm trong họ Noctuidae.